# National Association of Evangelicals
The National Association of Evangelicals (NAE) är den amerikanska avläggaren av Evangeliska Världsalliansen (WEA). NAE bildades 1943.

## Medlemskyrkor
- Advent Christian Church
- Assemblies of God
- Baptist General Conference
- Brethren in Christ Church
- Christ Community Church
- Christian Reformed Church in North America
- Christian Union
- Church of God (Cleveland)
- Church of God Mountain Assembly
- Church of the Nazarene
- Church of the United Brethren in Christ
- Churches of Christ in Christian Union
- Congregational Holiness Church
- Conservative Baptist Association of America
- Conservative Congregational Christian Conference
- Conservative Lutheran Association
- Elim Fellowship
- Evangelical Church of North America
- Evangelical Congregational Church
- Evangelical Free Church of America
- Evangelical Friends International of North America
- Evangelical Mennonite Church
- Evangelical Methodist Church
- Evangelical Presbyterian Church
- Evangelistic Missionary Fellowship
- Fellowship of Evangelical Bible Churches
- Fire Baptized Holiness Church of God of the Americas
- Free Methodist Church of North America
- Frälsningarméns nationella högkvarter
- General Association of General Baptists
- Great Commission Churches
- International Church of the Foursquare Gospel
- International Pentecostal Church of Christ
- International Pentecostal Holiness Church
- Mennonite Brethren Churches, USA
- Midwest Congregational Christian Fellowship
- Missionary Church
- Open Bible Standard Churches
- Pentecostal Church of God
- Pentecostal Free Will Baptist Church
- Presbyterian Church in America
- Primitive Methodist Church
- Reformed Episcopal Church
- Reformed Presbyterian Church of North America
- Regional Synod of Mid-America (Reformed Church in America)
- The Wesleyan Church
- University Bible Fellowship
- Worldwide Church of God

## Ledare
- Harold Ockenga (1942-1944)
- Leslie Roy Marston (1940-talet)
- Arthur Evans Gay Jr (1980-talet)
- Don Argue (1995-1998)
- Kevin Mannoia (1998-2001)
- Leith Anderson (2001-2003)
- Ted Haggard (2003-2006)
- Leith Anderson (sedan 2006)